# Järfälla HC
Järfälla Hockey Club bildades 1976 och hade vintern 2021 cirka 350 aktiva från skridskoskola upp till A-lag.
Klubben har genom åren varit framgångsrik i att fostra spelare till Elitserien och landslaget. Bland andra Mikael Tellqvist, Niklas Kronwall, Staffan Kronwall, Edvin Frylén, Patrik Nilson och Daniel Rudslätt är spelare som utvecklats i Järfälla HC.

## Säsonger i Division 1 och Hockeyettan
Vid serieomläggningen 1999 flyttades Järfälla HC upp i Division 1. Där spelade man kvar till 2013 då man åkte ur. Nedan listas resultaten från de olika säsongerna.
| Säsong    | Division           | Placering | Vårserie                  | Playoff/Kval                  |
| --------- | ------------------ | --------- | ------------------------- | ----------------------------- |
| 1999/2000 | Division 1 Östra B | 2         | 4:a i Allettan Östra      | Utslagna av Skå IK i playoff. |
| 2000/2001 | Division 1 Östra A | 2         | 8:a i Allettan Östra      |                               |
| 2001/2002 | Division 1 Östra A | 6         | 4:a i fortsättningsserien |                               |
| 2002/2003 | Division 1 Östra A | 3         | 4:a i Allettan Östra      | 4:a i förkval Östra           |
| 2003/2004 | Division 1 Östra   | 4         | 4:a i förkval östra       |                               |
| 2004/2005 | Division 1 Östra   | 4         |                           |                               |
| 2005/2006 | Division 1D        | 6         |                           |                               |
| 2006/2007 | Division 1D        | 6         | 2:a i vårserien           |                               |
| 2007/2008 | Division 1D        | 10        | 6:a i vårserien           | 3:a i kvalserien              |
| 2008/2009 | Division 1C        | 10        | 6:a i vårserien           | 2:a i kvalserien              |
| 2009/2010 | Division 1D        | 10        | 6:a i vårserien           |                               |
| 2010/2011 | Division 1D        | 6         | 2:a i fortsättningsserien |                               |
| 2011/2012 | Division 1D        | 8         | 3:a i fortsättningsserien |                               |
| 2012/2013 | Division 1D        | 8         | 5:a i fortsättningsserien | [ b ]                         |

Anmärkningar
1. ↑  Järfälla fick en extraplats till Division 1.[3][4]
2. ↑  Klubben avstod spel i kvalserien p.g.a. dålig ekonomi.[5]